# Thomas W. Osborn
Thomas W. Osborn (Scotch Plains, 1833. március 9. – New York, 1898. december 18.) az Amerikai Egyesült Államok szenátora (Florida, 1868–1873).